# Tobramycine
Tobramycine is een aminoglycoside antibioticum dat wordt gebruikt bij de bestrijding van voornamelijk infectie met gram-negatieve bacteriestammen, en vooral Pseudomonas aeruginosa. Aangezien aminoglycosiden niet via maag en darmen opgenomen worden, verloopt de toediening via een injectie, via inhalatie of als oogdruppels of oogzalf. Evenals overige aminoglycosiden kan tobramycine problemen veroorzaken in het oor (doofheid/evenwicht) bij mensen met een genetische ontvankelijkheid daarvoor. Voorzichtigheid is geboden in verband met de giftigheid van tobramycine voor de nieren.